# Бернал, Хосе
Хосе Бернал (англ. José Bernal, полное имя José Antonio Severino Bernal Muñoz; 1925—2010) — американский художник кубинского происхождения.

## Биография
Родился 8 января 1925 года на Кубе в городе Санта-Клара.
В школе одновременно обучался частному искусству и музыке. В 1945 году окончил педагогический колледж и начал преподавать в ряде государственных и частных школ в провинции Санта-Клара (в 1940 году была переименована в Лас-Вильяс). Одновременно он поступил в Escuela de Artes Plásticas Leopoldo Romañach (ныне — Academia de Artes PLasticas Leopoldo Romanach), где получил степень MFA (Master of Fine Arts). Его работы выставлялись в Санта-Кларе и Гаване.
В 1961 году, после операции в бухте Кочинос, он был в числе кубинцев, арестованных за непатриотическое поведение и содержавшихся в течение одиннадцати дней в гимназии университета Марта Абреу (Marta Abreu University) в Санта-Кларе. Их «преступлением» был отказ от работы по рубке сахарного тростника. После освобождения угроза заключения продолжала преследовать Хосе Бернала и его жену, и они начали думать о планах уехать из страны вместе с тремя своими маленькими детьми. На получение визы ушло более года, и с помощью методисткой церкви семья покинула Кубу и в июне 1962 года прибыла в США.
Первоначально семья Бернал поселилась в Майами, штат Флорида. Очень скоро, осенью 1962 года, не найдя подходящей работы, Хосе Бернал с семьёй переехал в Чикаго, штат Иллинойс. Из-за языкового барьера, Хосе начал работать на фабрике, выпускающей художественные материалы, продолжая заниматься во внерабочее время искусством. Критики отмечали, что его работы изменились в связи со сменой места проживания: в Чикаго художник начал включать в свое искусство тропические оттенки своей карибской родины. В 1964 году художественное портфолио Бернала попало в руки руководителя торговой сети Marshall Field's, который предложил ему должность старшего дизайнера. Вскоре директор художественной галереи этой же компании убедил Бернала выставить свои импрессионистские портреты, пейзажи и натюрморты. Работы Хосе Бернала заметила арт-дилер, галерист и коллекционер Бетти Парсонс, которая сделала ему ряд заказов для показа и продажи в художественных галереях Дейтона, штат Миннеаполис. Благодаря этому случаю Бернал смог вернуться для работы в школу, где осуществил свою двойную мечту — учить и писать.
Подтвердив степень MFA в школе Чикагского института искусств в 1970 году, Хосе Бернал вернулся к преподаванию искусства, одновременно создавая и выставляя свои работы, получая положительную критику искусствоведов. В 1980-х годах у художника стали проявляться признаки болезни Паркинсона, окончательный диагноз которой был поставлен в 1993 году. Художник продолжал работать, превозмогая разрушительное действие болезни. В 2004 году он предложил в дар Национальному фонду Паркинсона (Майами, Флорида) несколько своих картин, которые продались с аукциона в пользу фонда.
Умер в результате болезни Паркинсона 19 апреля 2010 года в местечке Скоки, штат Иллинойс. Был женат на Estela Bernal, у них было два сына — Alejandro и Walter.
О жизни и творчестве Хосе Бернала в двух своих книгах о латиноамериканском искусстве рассказала Дороти Чаплик (Dorothy Chaplik): «Latin American Arts and Cultures and Defining Latin American Art/Hacia una definición del arte latinoamericano» и «The Art of José Bernal». В них она описывает творчество Бернала, а также его процесс художественного становления, когда он преодолевал жизненные проблемы, включая политические волнения на Кубе и личную борьбу с болезнью Паркинсона.

Некоторые работы
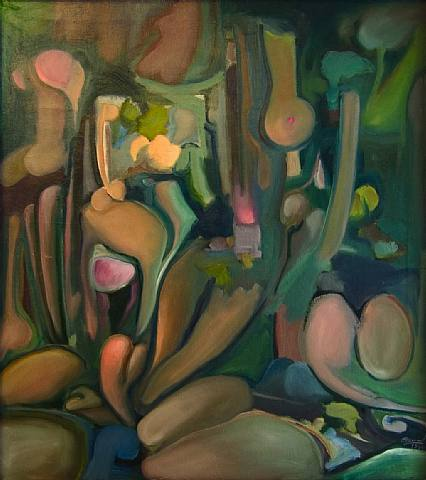
Campfire in the woods
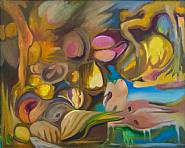
Drought in paradise
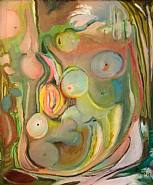
Madre tierra